# Оробець Юрій Миколайович
Ю́рій Микола́йович Оробе́ць  (19 червня 1955, Станіслав, Українська РСР, СРСР — 16 жовтня 2006, Київ, Україна) — український політик, народний депутат України у 1994–1998 та 2002–2006, Герой України (2006, посмертно). Батько Лесі Оробець.

## Біографія

Могила Юрія Оробця

1977 — закінчив Івано-Франківський інститут нафти і газу.
1977—1993 — працював в Інституті електродинаміки НАН України.
Автор наукових праць з питань управління в енергетиці (тема кандидатської дисертації), двох винаходів. Нагороджений медаллю конкурсу молодих науковців АН УРСР, срібною медаллю ВДНГ СРСР. Кандидат технічних наук (1984).
1989—1993 — член правління товариства «Просвіта».
1992—1994 — член Української республіканської партії.
1992 — пройшов правову та політологічну практику в Бундестазі ФРН. Ознайомився з роботою структур НАТО та досвідом роботи польського Сейму (1993), Сенату та Конгресу США (1994).
1993—1994 — керував проєктом у дослідно-начальному центрі «Демократичні ініціативи».
З 1994 р. — віцепрезидент Фонду політологічних досліджень «Українська перспектива» (президент Фонду — С. Одарич; активний діяч — М. Томенко).
1994–1998 — Народний депутат України (обраний по виборчому округу № 15 міста Києва); член Комітету ВР з питань паливно-енергетичного комплексу, транспорту і зв'язку; член групи «Реформи».
У березні 1998 року знову балотувався до Верховної Ради — одночасно і за списком виборчого блоку «Вперед, Україно!» (лідер — В. Мусіяка; до складу блоку входив фонд «Українська перспектива»), і у виборчому окрузі № 221 м. Києва. Блок «Вперед, Україно!» не пройшов до парламенту, а у виборчому окрузі № 221 Ю. Оробець виграв вибори у 28 інших кандидатів, але ЦВК визнала їх недійсними.
1998—2000 — був одним із членів громадського об'єднання «Ми» (голова комісії з питань законності; серед членів об'єднання — С. Головатий, С. Одарич), помічником-консультантом народного депутата України.
У червні 2000 року знову балотувався до Верховної Ради у виборчому окрузі № 221 м. Києва, але здобув лише 2-ге місце (депутатом обрали Івана Салія).
2000—2002 — заступник голови правління ТОВ «Консалтинґова компанія „Абакус“».
У квітні 2002 року виграв вибори до Верховної Ради у виборчому окрузі № 222 м. Києва. У парламенті ввійшов до фракції «Наша Україна», був головою підкомітету з питань енергозбереження Комітету з питань паливно-енергетичного комплексу, ядерної політики та ядерної безпеки.
Очолював ТСК для контролю за дотриманням законності при проведенні повторних виборів народних депутатів України 14 липня 2002 року (2002).
Навесні 2004 року очолював слідчу комісію Верховної Ради України з виборів міського голови Мукачевого.
Восени 2004 року — спостерігач на президентських виборах на Закарпатті. 21 листопада 2004 р. був побитий членами закарпатського бандитського угрупування «Чалого» (В. Паульо).
З березня 2005 р. член Ради Народного Союзу «Наша Україна».
У серпні 2005 р. нагороджений орденом «За заслуги» III ступеня.
У квітні 2006 р. знову обраний народним депутатом України (№ 18 в списку «Нашої України»); член Комітету ВР з питань паливно-енергетичного комплексу, ядерної політики та ядерної безпеки
У липні 2006 р. призначений головою слідчої комісії стосовно незаконних виборів мера міста Черкаси. На 17 жовтня у нього була призначена нарада у Президента Віктора Ющенка, де він мав доповідати про результати розслідувань. Але напередодні Ю. Оробець загинув в автомобільній аварії на Оболонському проспекті в Києві. Похований в Києві на Байковому кладовищі (ділянка № 52а).
18 січня 2007 Президент України Віктор Ющенко підписав указ про надання Юрію Оробцю посмертно звання Герой України з удостоєнням ордена Держави.

## Родина
Батько — інженер-енергетик; мати — лікар; дружина Оксана — інженер-хімік; дочка Леся; син Орест.